# 乔丹·弗洛伊德
乔丹·梅尔克·弗洛伊德（1997年5月22日—）為美國男子籃球運動員，現效力於希腊篮球甲级联赛馬魯西。
弗洛伊德出生於美國喬治亞州斯通芒廷並成長於當地。
2020年6月，奧蘭迪納簽下新鮮人弗洛伊德。2021年10月，羅德島巨像簽下弗洛伊德。2022年6月，JL布爾格簽下弗洛伊德。2023年7月，布爾薩體育簽下弗洛伊德。2024年3月，中国男子篮球职业联赛浙江广厦簽下弗洛伊德。11月19日，南京同曦與弗洛伊德簽下試訓合約。11月29日，南京同曦完成註冊弗洛伊德。2025年1月26日，南京同曦取消註冊弗洛伊德。

## 外部連結
- 乔丹·弗洛伊德在fiba.basketball（英语）
- 乔丹·弗洛伊德在歐洲籃球聯賽官網（英语）
- 乔丹·弗洛伊德在TBLStat.net（英语）
- 乔丹·弗洛伊德在法國籃球甲級聯賽官網（法语）
- 乔丹·弗洛伊德在中国男子篮球职业联赛官網
- 乔丹·弗洛伊德在Basketball-Reference.com（國際）（英语）
- 乔丹·弗洛伊德在ESPN（NBA）（英语）
- 乔丹·弗洛伊德在Eurobasket.com（球員）（英语）
- 乔丹·弗洛伊德在Proballers（英语）
- 乔丹·弗洛伊德在RealGM（英语）
- 乔丹·弗洛伊德在中国篮球数据库